# Maladera immunita
Maladera immunita är en skalbaggsart som beskrevs av Brenske 1898. Maladera immunita ingår i släktet Maladera och familjen Melolonthidae. Inga underarter finns listade i Catalogue of Life.